# اوگنی وورونوف
اوگنی وورونوف (روسی: Евгений Сергеевич Воронов؛ زادهٔ ۷ مهٔ ۱۹۸۶) بازیکن بسکتبال اهل روسیه است.
از باشگاه‌هایی که در آن بازی کرده‌است می‌توان به باشگاه بسکتبال زسکا مسکو اشاره کرد.
وی در مسابقات کشوری و بین‌المللی در مجموع برندهٔ ۱ مدال برنز شده‌است.